# Francesco Rutelli

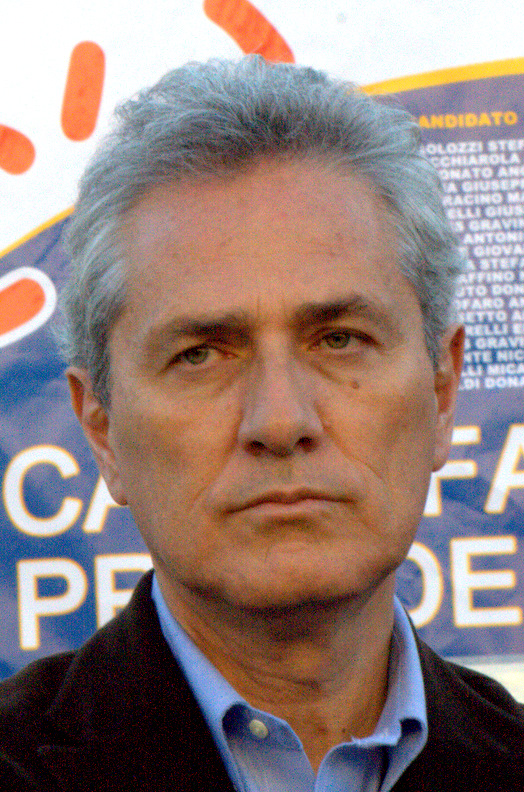
Francesco Rutelli

Francesco Rutelli (Rome, 14 juni 1954) is een Italiaans politicus. Hij is leider van de Alliantie voor Italië, een kleine centrumlinkse partij.
Hij sloot zich in 1975 aan bij de Radicale Partij van Italië (PR), een links-liberale partij. Van 1983 tot 1989 was hij lid van de Kamer van Afgevaardigden voor de PR en tevens voorzitter van zijn fractie. In 1989 stapte hij over naar de Federazione dei Verdi (Groene Federatie). Sindsdien is hij lid van de Groene fractie en in 1992 werd hij fractievoorzitter van de Federazione dei Verdi. Op 29 april 1993 werd hij door premier Carlo Azeglio Ciampi tot minister van Milieu en Landbouwgebieden benoemd: hij bleef dit maar zes uur en moest toen al aftreden na een conflict met het parlement. In december 1993 werd hij tot burgemeester van Rome gekozen, wat hij bleef tot 2001. Van 1999 tot 2004 was Rutelli lid van het Europees Parlement voor de Groene fractie.
In 2001 was Rutelli namens links kandidaat voor het minister-presidentschap. Silvio Berlusconi won echter de verkiezingen en werd premier.
Van 2002 tot 2007 was Francesco Rutelli voorzitter van Margherita, een coalitie van christendemocratische en liberale partijen binnen de Olijfboomcoalitie van Romano Prodi. In 2007 ging deze op in de Democratische Partij. Van 2006 tot 2008 was hij Minister van Cultuur en Toerisme en Vice-Premier in de regering van Romano Prodi.
In november 2009 trad Rutelli uit de Democratische Partij kort na de verkiezing van de linkse Pier Luigi Bersani tot partijleider. Hij stichtte de 'Alliantie voor Italië'. Ruim twintig parlementsleden volgden hem, zodat hij een fractie kon vormen.